# Șerbeni
Șerbeni – wieś w Rumunii, w okręgu Marusza, w gminie Beica de Jos. W 2011 roku liczyła 355 mieszkańców.